# アラスデア・ディッキンソン
アラスデア・ディッキンソン（Alasdair Dickinson、1983年9月11日 - ）は、スコットランドのラグビーユニオン選手。

## プロフィール
- スコットランド・ダンディー出身。
- ポジションはプロップ(PR)。
- 身長 185cm、体重 111kg
- スコットランド代表通算キャップ数は58。
- ラグビーワールドカップ2011・ラグビーワールドカップ2015のスコットランド代表に選ばれた[1]。

## 略歴
エディンバラ、グロスター、モーズリー、セール・シャークスを経て、2013年、エディンバラに復帰。 
2018年、現役を引退した。 